# 20335 Шармартелл
20335 Шармартелл (20335 Charmartell) — астероїд головного поясу, відкритий 21 квітня 1998 року.
Тіссеранів параметр щодо Юпітера — 3,460.